# هنجار فرهنگی
قواعد نمایشی (به انگلیسی: Display rules) یا هنجارهای فرهنگی، هنجارهای غیررسمی یک گروه اجتماعی یا فرهنگ‌اند که مشخص می‌کنند افراد چگونه باید احساسات و حالت‌های خود را بروز دهند. این قواعد به‌نوعی نظم اجتماعی یک فرهنگ را حفظ می‌کنند و معیارهایی انتظاری برای رفتار ایجاد می‌کنند تا افراد در روابط خود از آن‌ها پیروی کنند. قواعد نمایشی می‌توانند ابهام در موقعیت‌های اجتماعی را کاهش دهند، به پذیرش فرد در گروه کمک کنند و کارآمدی جمعی را افزایش دهند. می‌توان آن‌ها را قوانینی فرهنگی دانست که مردم از همان کودکی، در جریان تعاملات و اجتماعی‌شدن، می‌آموزند. اعضای هر گروه اجتماعی این معیارها را در سنین پایین یاد می‌گیرند و آن‌ها تعیین می‌کنند چه زمانی، در کجا و تا چه اندازه باید احساسات خاصی بیان شوند.
احساسات هم از طریق تعاملات غیرکلامی مانند حالت‌های چهره، حرکات دست و زبان بدن منتقل می‌شوند و هم از راه گفتار. افراد می‌توانند در برخی موقعیت‌ها شدت احساسات خود را افزایش دهند، مثلاً هنگام گرفتن هدیه‌ای که خوشحالشان نکرده باز هم با لبخندی بزرگ واکنش نشان دهند، یا احساسات منفی را با لبخندی مؤدبانه پنهان کنند. همچنین می‌توانند شدت احساسات را کم کنند، مثل سرکوب خنده هنگام افتادن کسی، یا کاملاً خنثی رفتار کنند، مثلاً وقتی دست خوبی در بازی کارت دارند با «چهره پوکر» جدی بمانند. قواعد نمایشی مشخص می‌کنند در هر موقعیت چه رفتاری داشته باشیم و یک احساس تا چه اندازه بیان شود. این قواعد اغلب برای محافظت از «تصویر اجتماعی» خود فرد یا دیگران به کار می‌روند.
درک قواعد نمایشی کاری پیچیده و چندلایه است. این قواعد بسته به شیوه بروز آن‌ها (کلامی یا چهره‌ای) و انگیزهٔ استفاده (حمایت‌گرایانه یا محافظت از خود) به‌گونه‌های متفاوت فهمیده می‌شوند.

## احساس
احساس‌ها پاسخ‌هایی کوتاه، مشخص و چندبُعدی به چالش‌ها یا فرصت‌هایی‌اند که برای اهداف شخصی و اجتماعی اهمیت دارند. احساس‌ها معمولاً چند ثانیه یا چند دقیقه دوام دارند، نه ساعت‌ها یا روزها. هر احساس علت مشخصی دارد و نشان می‌دهد چرا فرد در لحظه معینی چنین احساسی را تجربه می‌کند. احساس‌ها همچنین به افراد کمک می‌کنند به اهداف اجتماعی خود برسند. واکنش افراد به چالش‌ها یا فرصت‌ها در روابط اجتماعی با احساس‌های مختلف صورت می‌گیرد و همین احساس‌ها می‌توانند رفتاری هدفمند را هدایت کنند که یا به روابط اجتماعی کمک می‌کند یا به آن آسیب می‌زند.

### مفاهیم احساس
احساس را می‌توان به اجزای مختلف تقسیم کرد. نخست مرحلهٔ ارزیابی است؛ در این مرحله فرد رویداد را پردازش می‌کند و اثر آن را بر اهداف شخصی می‌سنجد. بسته به نتیجه، فرد احساس مثبت یا منفی پیدا می‌کند. سپس پاسخ‌های فیزیولوژیکی آشکاری مانند سرخ‌شدن صورت، افزایش ضربان قلب یا عرق‌کردن رخ می‌دهد. مرحله بعدی، رفتار نمایشی است؛ یعنی واکنش‌های صوتی یا چهره‌ای که برای بیان واکنش یا نیت اجتماعی به کار می‌روند. جزء چهارم، احساس ذهنی است که همان کیفیت تجربهٔ درونی یک احساس خاص است و معمولاً با کلمات یا روش‌های دیگر بیان می‌شود. سرانجام، جزء آخر گرایش به عمل است؛ یعنی احساس می‌تواند فرد را به رفتار یا واکنش جسمی مشخصی سوق دهد.

### نظریه‌های احساس
احساس‌ها را می‌توان با کلام، حالت‌های چهره و حرکات منتقل کرد. فرضیه داروین دربارهٔ احساس بیان می‌کرد که شیوه بروز احساس‌ها جهانی است و به فرهنگ وابسته نیست. اکمن و فریزن برای آزمون این نظریه پژوهشی انجام دادند. آن‌ها مجموعه‌ای از احساس‌های پایه در جهان غرب را به فرهنگ‌های مختلفی (ژاپن، برزیل، آرژانتین، شیلی و ایالات متحده) معرفی کردند. در هر پنج فرهنگ، مردم توانستند به‌درستی احساس‌ها را تشخیص دهند (با دقت ۷۰ تا ۹۰ درصد). همچنین همین احساس‌ها به یک جامعه منزوی در پاپوآ گینه نو که هیچ ارتباطی با جهان غرب نداشت، معرفی شد. نتایج نشان داد هم فرهنگ‌های دیگر و هم آن جوامع منزوی می‌توانند معنای احساسی چهره‌های مختلف را درست شناسایی کنند. این موضوع شاهدی شد بر اینکه احساس‌ها در چهره به‌طور مشابه در سراسر جهان بیان می‌شوند.

## فرهنگ
فرهنگ به‌عنوان «رفتارها، باورها، نگرش‌ها و ارزش‌های مشترکی تعریف می‌شود که از نسلی به نسل دیگر از راه زبان یا روش‌های دیگر منتقل می‌گردند.» افراد درون یک فرهنگ، بسته به جایگاه اجتماعی، نقش‌ها و شیوه‌های رفتاری گوناگون، تفاوت‌هایی در بروز احساسات پیدا می‌کنند. بعضی فرهنگ‌ها برای برخی احساسات ارزش بیشتری قائل‌اند. نظریه «اثرگذاری» می‌گوید احساساتی که آرمان‌های مهم فرهنگی را بازتاب دهند، در روابط اجتماعی برجسته می‌شوند. برای نمونه در آمریکا، هیجان ارزشی فرهنگی به شمار می‌آید چون نماد استقلال است. در بسیاری فرهنگ‌های آسیایی صحبت از شور و اشتیاق شخصی پسندیده نیست و بیشتر آرامش و رضایت اهمیت دارد، زیرا این‌ها نماد روابط هماهنگ به شمار می‌روند. این تفاوت‌های فرهنگی بر رفتار روزمره، تصمیم‌گیری‌ها و شیوه ابراز احساسات افراد اثر می‌گذارند.
مردم از طریق کسانی که با آن‌ها در ارتباط‌اند و محیطی که در آن بزرگ می‌شوند یاد می‌گیرند چگونه سلام کنند، چگونه ارتباط برقرار نمایند و چه احساساتی را کجا، چه وقت و چگونه بروز دهند. همه چیز به فرهنگ فرد بازمی‌گردد. حرکات دست نمونه‌ای از بیان احساس‌اند، اما در هر فرهنگ معنای متفاوتی دارند. مثلاً در کانادا بیرون‌آوردن زبان نشانه انزجار است، ولی در تبت هنگام سلام‌کردن نشانه احترام است. در آمریکا بالا بردن دو انگشت نشانه صلح است، اما در کشورهایی مانند بریتانیا و استرالیا توهین به شمار می‌رود.
فرهنگ‌های با تماس بالا و تماس پایین نیز از نظر میزان تماس بدنی و ارتباط مستقیم در گفت‌وگوی رو در رو تفاوت دارند. در فرهنگ‌های با تماس بالا، تماس چشمی مستقیم، لمس مکرر، تماس بدنی و فاصله کم میان افراد رایج است؛ مانند مکزیک، ایتالیا و برزیل. در فرهنگ‌های با تماس پایین، تماس چشمی کمتر، لمس محدود، جهت‌گیری غیرمستقیم بدن و فاصله بیشتر میان افراد معمول است؛ مانند ایالات متحده، کانادا و ژاپن.
فرهنگ‌های فردگرا و جمع‌گرا نیز هنجارهای متفاوتی در قواعد نمایشی دارند. در فرهنگ‌های فردگرا احساسات و بیان شخصی اهمیت بیشتری دارند تا در فرهنگ‌های جمع‌گرا. با این حال در هر دو نوع تنوع وجود دارد و پژوهش‌های بیشتری در زمینه تفاوت‌های میان‌فرهنگی لازم است. فرضیه‌ای وجود دارد که می‌گوید در فرهنگ‌های فردگرا، تفاوت‌های درون‌گروهی از فردی به فرد دیگر بیشتر است و به آن «تفاوت‌های بین‌فردی» گفته می‌شود.

## تأثیر اجتماعی

### خانواده و همسالان
اکمن و فریزن (۱۹۷۵) مطرح کرده‌اند که قوانین نانوشته یا «قواعد نمایشی» نحوه ابراز احساسات را تعیین می‌کنند و این قوانین بسته به فرهنگ، جنسیت یا پیشینه خانوادگی فرد درونی می‌شوند. برای نمونه، در بسیاری فرهنگ‌ها لازم است برخی احساسات پنهان شوند و برخی دیگر به‌شدت بروز داده شوند. این امر می‌تواند در شکل‌گیری روابط میان‌فردی پیامدهای مهمی داشته باشد.
درک و به‌کارگیری قواعد نمایشی توسط کودکان رابطه نزدیکی با شایستگی اجتماعی و محیط پیرامون آن‌ها دارد. بسیاری از این قواعد در بستر خانواده یا تجربه‌های شخصی آموخته می‌شوند و کودکان با تقلید از رفتارهای اطرافیان آن‌ها را می‌پذیرند. احساسات والدین و میزان کنترل آن‌ها نیز بر چگونگی یادگیری قواعد نمایشی توسط فرزندان اثر می‌گذارد، چه با واکنش‌های مثبت و چه منفی. مک‌داول و پارک (۲۰۰۵) می‌گویند والدینی که کنترل بیشتری بر احساسات یا رفتار فرزندان اعمال می‌کنند، فرصت‌های یادگیری مناسب و نامناسب‌بودن احساسات را از آن‌ها می‌گیرند. در نتیجه، با این شیوه کودکان از یادگیری رفتارهای نمایشی همیارانه محروم می‌شوند.
محیط اجتماعی نیز تعیین می‌کند فرد احساساتش را کنترل کند یا بروز دهد. از جمله عواملی که بر کودکان اثر می‌گذارد، نوع مخاطب است. بسته به این‌که کودک در جمع دوستان باشد یا والدین (مثلاً پدر و مادر)، احساساتش را به شکل متفاوتی کنترل می‌کند. در مجموع کودکان در حضور دوستان بیش از زمانی که تنها هستند یا با والدین‌اند، احساسات خود را کنترل می‌کنند.

### محیط مدرسه
مدرسه نیز محیطی است که در آن احساسات و رفتارها تحت تأثیر قرار می‌گیرند. در دوران دبستان، کودکان بیشتر با قواعد نمایشی پذیرفته‌شده در اجتماع آشنا می‌شوند و یاد می‌گیرند در موقعیت‌های اجتماعی مختلف کدام احساسات را نشان دهند و کدام‌یک را پنهان کنند.

### احساسات و روابط اجتماعی
احساسات وسیله‌ای برای برقراری ارتباط با دیگران هستند و می‌توانند روابط اجتماعی را هدایت کنند. توانایی بیان یا درک احساسات دیگران باعث تقویت تعامل‌های اجتماعی و دستیابی به اهداف شخصی می‌شود. اما وقتی این توانایی دشوار باشد، تعامل‌های اجتماعی آسیب می‌بینند.
هوش هیجانی مفهومی است که بر چهار مهارت استوار است:
۱. توانایی درک دقیق احساسات دیگران
۲. توانایی فهم احساسات خود
۳. استفاده از احساسات کنونی برای تصمیم‌گیری
۴. توانایی مدیریت احساسات متناسب با موقعیت

## رشد
سن نقش مهمی در رشد قواعد نمایشی دارد. هرچه فرد تجربه و تعاملات اجتماعی بیشتری داشته باشد، درک او از این قواعد کامل‌تر می‌شود. پژوهش «جونز» نشان داد که تعاملات اجتماعی عامل اصلی در شکل‌گیری و فهم قواعد نمایشی است. این فرایند از سنین پایین در خانواده آغاز می‌شود و سپس با همسالان ادامه پیدا می‌کند. با افزایش ارتباطات، چالش‌ها و پیشرفت در زندگی، فرد واکنش‌های تازه‌ای پیدا می‌کند که بیشتر به سن بستگی دارند. به همین دلیل، تعامل‌های اجتماعی یک جوان با تعامل‌های فردی مسن‌تر متفاوت است.

### نوزادی
نوزادی دوره‌ای پیچیده برای بررسی قواعد نمایشی است. در این سن، نوزاد هنوز توانایی صحبت‌کردن ندارد، بنابراین خود را به روش‌های دیگر بیان می‌کند. برای ارتباط با دیگران، از حالت‌های چهره‌ای و آوایی خاص هر دوره سنی استفاده می‌شود. پژوهشی از مالاتستا و هاویلند نشان داد که نوزاد می‌تواند ۱۰ نوع حالت چهره‌ای مختلف داشته باشد:
علاقه
لذت
شگفتی
غم/رنج
خشم
درهم‌کشیدن ابرو
ناراحتی/درد
بالا بردن سریع ابرو
ترس
تنفر

البته ترس و تنفر به‌تدریج در طول کودکی رشد می‌کنند. این دو حالت چهره‌ای پیچیده‌ترند و نیاز به شناخت و یادگیری دارند، نه صرفاً تقلید؛ به همین دلیل است که همه افراد از چیزهای یکسانی نمی‌ترسند. بیشتر حالت‌های چهره‌ای از والدین، به‌ویژه مادر، آموخته می‌شوند. رابطه مادر-نوزاد نقشی کلیدی در شکل‌گیری قواعد نمایشی در این دوره دارد و هماهنگی میان بیان‌های مادر و نوزاد اهمیت ویژه‌ای دارد. برای بیان احساسات به‌صورت آوایی، نوزاد بیشتر از «گریه» یا «جیغ» استفاده می‌کند. در آغاز تفاوتی میان گریه‌ها وجود ندارد، بنابراین رابطه با والدین اهمیت دارد: آن‌ها باید به نوزاد بیاموزند چه زمانی و به چه دلیل گریه کند (مثلاً برای غذا).

### کودکی
در دوره کودکی، بیان قواعد نمایشی پیچیده‌تر می‌شود. کودکان با رشد خود توانایی کنترل و تعدیل احساساتشان را پیدا می‌کنند. این رشد به میزان بلوغ و سطح تعامل اجتماعی آن‌ها بستگی دارد. کودکان کم‌کم به خودآگاهی و سپس به آگاهی از دیگران می‌رسند. در این زمان اهمیت ارتباط غیرکلامی را درک می‌کنند و شیوه بیان احساساتشان را شکل می‌دهند. با این تغییر درک، قواعد مختلفی را درونی می‌کنند. این قواعد به دو عامل اصلی وابسته‌اند:
محیط اجتماعی: محیط اجتماعی بر واکنش احساسی فرد اثر می‌گذارد. مخاطب و موقعیت، عوامل کلیدی در درک قواعد نمایشی در کودکان هستند.
سرشت: به گفته لزلی برودی، حتی اگر والدین فرزندانشان را با شیوه‌ای یکسان و با محبت برابر پرورش دهند، باز هم واکنش‌های متفاوتی مشاهده خواهد شد.

این دو عامل باعث شکل‌گیری «قواعد نمایشی شخصی» و رشد حس همدلی نسبت به دیگران می‌شوند (مثلاً احساس اندوه وقتی دوستی عزیزی را از دست داده است، حتی اگر خود فرد آن شخص را نشناسد).
این روند تا بزرگسالی ادامه دارد. در دوره نوجوانی، که مرحله‌ای گذار میان کودکی و بزرگسالی است، فرد با تعارض‌های درونی دست‌وپنجه نرم می‌کند. در این دوران به دلیل تغییرات هورمونی، احساسات شدیدتر و کنترل آن‌ها دشوارتر است.

### بزرگسالی
در بزرگسالی، افراد بسته به موقعیت و کسانی که با آن‌ها روبه‌رو هستند، از قواعد نمایشی گوناگونی استفاده می‌کنند. جامعه تعیین می‌کند چه زمانی و چگونه احساسات باید بیان شوند، اما قواعد نمایشی ثابت نیستند و پیوسته در حال تغییر و تکامل‌اند. بنابراین حتی در بزرگسالی، فرد راه‌های تازه‌ای برای پنهان‌کردن، بیان‌کردن یا کنار آمدن با احساسات می‌آموزد. در همین زمان، کنترل بیشتری بر احساسات خود پیدا می‌کند که بیشتر در محیط کار آشکار است. پژوهشی منتشرشده در Journal of Occupational Health Psychology نشان داد پرستارانی که در یک محیط کار می‌کنند، بیشتر احتمال دارد قواعد نمایشی مشترکی را به‌کار گیرند تا به هدف‌های سازمانی دست یابند. بنابراین قواعد نمایشی تنها فردی نیستند، بلکه میان افراد نیز مشترک‌اند و می‌توانند بر اساس سلسله‌مراتب اجتماعی متفاوت باشند.